# Казе ди Пасквале (Терамо)
Казе ди Пасквале (итал. Case di Pasquale) је насеље у Италији у округу Терамо, региону Абруцо.
Према процени из 2011. у насељу је живело 100 становника. Насеље се налази на надморској висини од 157 м.